# Organisation de libération du Kamtapur
L'Organisation de libération du Kamtapur (OLK) est un groupe armé basée dans le nord-est de l'Inde en conflit avec les autorités indiennes dans l'objectif d'obtenir l'indépendance du Kamtapur (en) dans le Bengale occidental et l'Assam. L'État proposé doit comprendre tous les districts du Bengale occidental et quatre districts contigus de l'Assam, à savoir Cooch Behar, Darjeeling, Jalpaiguri, Dinajpur nord et sud et Malda, Kokrajhar (en), Bongaigaon, Dhubri et Goalpara, les districts de Kishanganj au Bihar et le district de Jhapa au Népal. L'OLK a été fondé par des Rajbanshis (en), une ethnie de l'état d'Assam, en réponse à des problèmes économiques, un regain de l'identité et de la langue Kamtapur et une volonté d'autonomie ou d'indépendance par rapport au gouvernement indien.
L'organisation est classée comme « organisation terroriste » par le gouvernement indien depuis le 31 octobre 2014.

## Chronologie
L'OLK est fondé le 28 décembre 1995 par des Rajbanshis (en) appartenant au All Kamtapur Students Union (AKSU) afin d'organiser une lutte armée pour obtenir l'indépendance du Kamtapur. L'organisation demande le soutien du Front uni de libération de l'Assam, un autre groupé armé séparatiste opérant dans l'état d'Assam pour  entrainer les combattants,. 
Le 26 décembre 2013, un attentat à la bombe à Jalpaiguri au Bengale-Occidental tue cinq personnes et en blesse dix autres. Des militants de l'OLK sont soupçonnés d'être à l'origine de l'attentat.
Tamir Das, alias Jibon Singha, est le chef de l'OLK. Il a été arrêté en octobre 1999 mais a repris le contrôle de l'organisation après avoir été libéré par la police de l'Assam dans le but de forcer les autres cadres de l'organisation à se rendre. Milton Burman, alias Mihir Das, est le commandant en second de l'organisation.